# KF Vëllazëria Žur
KF Vëllazëria Žur (alb. Klubi Futbollistik Vëllazëria, serb. cyr. Фудбалски клуб Лепенац) – kosowski klub piłkarski, mający siedzibę we wsi Žur, w południowej części kraju, grający od sezonu 2017/18 w Liga e Dytë.

## Historia
Chronologia nazw:
- 1968: KF Vëllazëria

Klub piłkarski Vëllazëria został założony w miejscowości Žur w 1968 roku. Nazwa jest tłumaczona z albańskiego jako Braterstwo. Zespół brał udział w rozgrywkach regionalnych Kosowa, która była V poziomem jugosłowiańskiej piłki nożnej.
Narastający konflikt etniczny doprowadził ostatecznie do wybuchu wojny domowej w Kosowie w latach 1998–1999. W rezultacie bombardowania Kosowo znalazło się pod tymczasowym zarządem ONZ. Kosowskie kluby wycofały się z mistrzostw Jugosławii i od sezonu 1999/2000 najlepsze zespoły występowały w Superlidze Kosowa. KF Vëllazëria startował w grupie B Liga e Parë. Kraj znajdował się pod kontrolą ONZ. W sezonie 2000/01 zespół zwyciężył w grupie B Liga e Parë i uzyskał promocję do Superligi. Debiut w najwyższej lidze był nieudanym, po zajęciu ostatniej 14.pozycji w sezonie 2001/02 spadł z powrotem do drugiej ligi. Po dwóch latach w 2004 został zdegradowany do Liga e Dytë (D3). W sezonie 2004/05 po zajęciu ostatniej 12.pozycji w grupie B jednak pozostał na kolejny sezon. W sezonie 2005/06 po rozegraniu 10 meczów zrezygnował z dalszych rozgrywek i został rozwiązany. 
Po kilku latach nieobecnosci klub został reaktywowany w 2017 roku i od tego czasu występował w trzeciej Lidze Kosowa - w grupie B Liga e Dytë.

## Barwy klubowe, strój
|  |  |

Klub ma barwy czerwono-czarne. Zawodnicy domowe spotkania zazwyczaj grają w czerwonych koszulkach, czarnych spodenkach oraz czerwonych getrach.

## Sukcesy

### Trofea międzynarodowe
Nie uczestniczył w rozgrywkach europejskich (stan na 31-05-2020).

### Trofea krajowe
| \| \| Zdobyte trofea w rozgrywkach Kosowa (stan na: 31-08-2020) \| |                                                           |      |                |
| Rozgrywki                                                          | Osiągnięcie                                               | Razy | Sezon(y)       |
| Mistrzostwo                                                        | I miejsce                                                 | 0    |                |
| Mistrzostwo                                                        | II miejsce                                                | 0    |                |
| Mistrzostwo                                                        | III miejsce                                               | 0    |                |
| Mistrzostwo                                                        | 14.miejsce                                                | 1    | 2001/02        |
| Puchar                                                             | zdobywca                                                  | 0    |                |
| Puchar                                                             | finalista                                                 | 0    |                |
| II liga                                                            | I miejsce                                                 | 1    | 2000/01 (gr.B) |
| II liga                                                            | II miejsce                                                | 0    |                |
| II liga                                                            | III miejsce                                               | 0    |                |
| Kosowo                                                             | Zdobyte trofea w rozgrywkach Kosowa (stan na: 31-08-2020) |      |                |

## Struktura klubu

### Stadion
Klub piłkarski rozgrywa swoje mecze domowe na stadionie miejscowym w Žur o pojemności 2500 widzów.